# Valentine (roman)
Pour les articles homonymes, voir Valentine.
Valentine est un roman de George Sand, paru en 1832 chez H. Dupuy (Paris). Cette œuvre fait partie des romans dits « féministes » de George Sand.
Valentine est une histoire d’amour champêtre dont l’action se déroule dans la Vallée noire, le Berry mystérieux imaginé par George Sand qui se situerait aujourd’hui dans l’Indre aux environs de Nohant-Vic (domaine de George Sand).
Le jeune Bénédict, paysan orphelin recueilli par son oncle, le riche fermier Lhéry, a reçu une éducation distinguée qui a développé chez lui des talents, des réflexions et des goûts au-dessus de sa condition. Il est aimé par trois jeunes femmes, sa cousine Athénaïs, fille de Lhéry, et les deux filles du comte de Raimbault, seigneur du lieu, Louise et Valentine.

## Réception
Victor Hugo, dans sa lettre à Georges  Sand du 19 juin 1875, est dithyrambique : " Vous me dédiez ce beau livre, Valentine ! comment vous dire mon émotion ?  Comme créatrice de chefs-d’œuvre, vous êtes la première de toutes les femmes, vous avez ce rang unique ; vous êtes la première femme, au point de vue de l’art, non seulement dans notre temps, mais .../..."